# Walikale
Walikale est une localité de l'est de la république démocratique du Congo, chef-lieu du territoire du même nom  Walikale, dans la province du Nord-Kivu.
Walikale est un village situé sur les rives de la rivière Lowa, elle est desservie par la route nationale 3 et se trouve à 236 km à l'ouest du chef-lieu provincial, Goma.

## Administration
Chef-lieu territorial de 16 147 électeurs enrôlés en 2018, la localité a le statut de commune rurale de moins de 80 000 électeurs, elle compte 7 conseillers municipaux en 2019.

## Économie
La route Transafricaine 8 Lagos-Mombasa passe par Walikale.

## Éducation

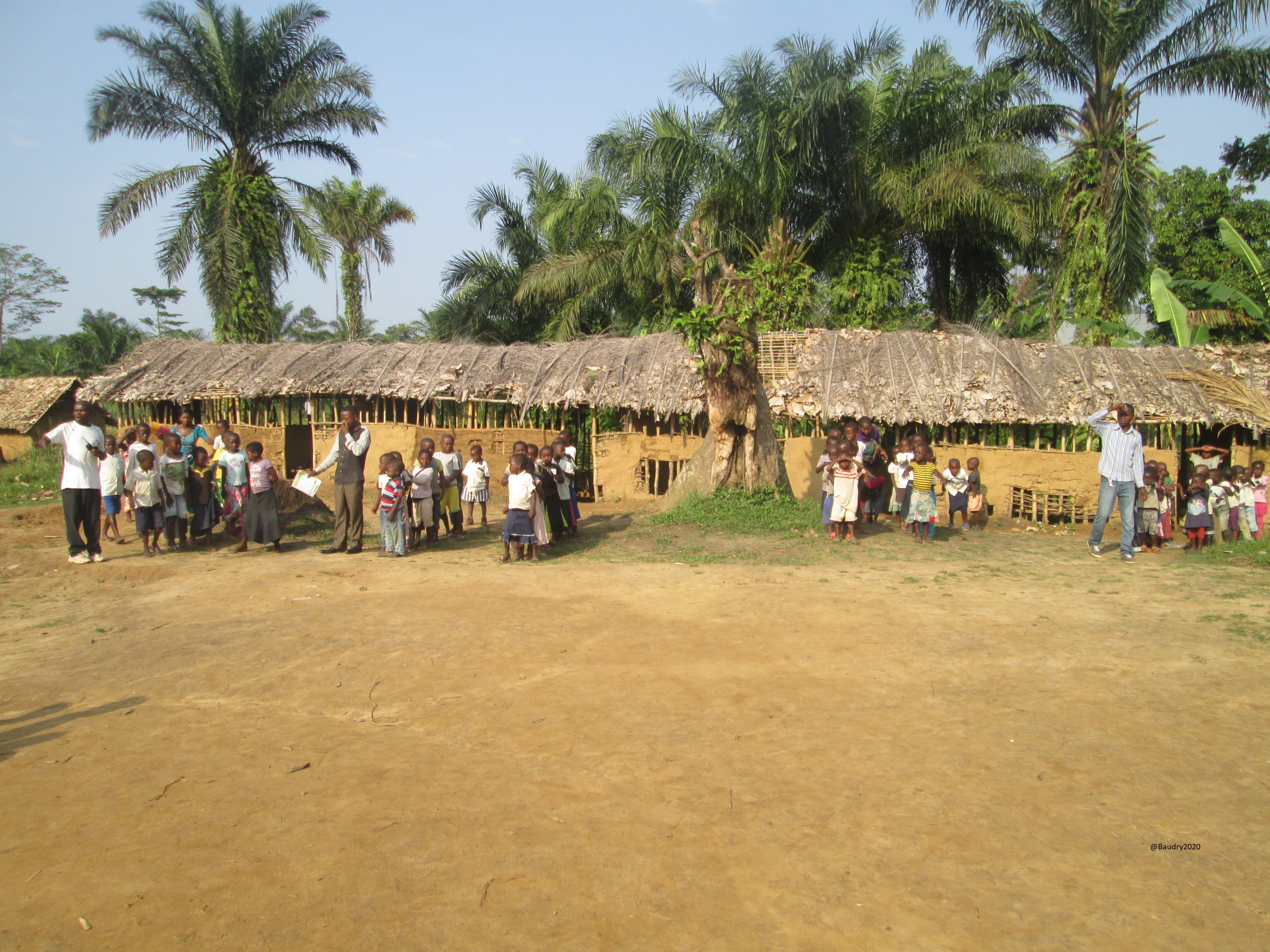
Écoles de Walikale.

## Personnalités liées
- Élysée Munembwe (1960-), députée de 2006 à 2023